# Sækkevogn
En sækkevogn er et transportredskab, der er beregnet til at flytte sække, kasser og andre ellers svært håndterlige ting på en nem måde uden at belaste fragtføreren alt for hårdt.
Sækkevognen er opbygget med en plade i bunden, som godset kan hvile på. Oprindeligt var den ca. 15 * 30 cm, lige nok til at støtte en sæk, men efterhånden som man fandt på at fragte andre ting med den, er pladens design udført på mange måder. I dag ser man ofte en plade på 20 * 45 cm, og desuden en ramme af rør der kan klappes ned, så pladen i et snuptag er 60-70 cm lang.

Umiddelbart bag pladen monterer man en aksel med to hjul. Afstanden her skal være så lille som muligt, så det er nemt at vippe vognen med vægtstangsprincippet.

Nogenlunde lodret over akslen sidder håndtagene, der er bygget som en "ryg", lasten kan læne sig imod, når lasten vippes bagover. Håndtagene bør sidde så højt oppe, at man kan gå oprejst med vognen, uden at den tipper forover. Ved meget tunge læs er arbejdsstillingen tilnærmelsesvis den samme som med en trillebør.
Mange steder har man specialbyggede sækkevogne (trappemaskiner), med en elektrisk anordning, der gør, at vognen kan "klatre" op og ned ad trapper, uden personen behøver anstrenge sig med at løfte eller holde igen.